# Nitroaspiryna
Nitroaspiryna – organiczny związek chemiczny, ester kwasu acetylosalicylowego (aspiryny) i azotanu orto-hydroksymetylofenylu (wbrew nazwie zwyczajowej nie należy do grupy związków nitrowych, lecz jest estrem kwasu azotowego).
W organizmie ulega rozkładowi z uwolnieniem aspiryny oraz tlenku azotu (NO). Tlenek azotu hamuje tworzenie się zakrzepów, a nawet rozpuszcza już powstałe. Nitroaspiryna ma też zapobiegać uszkodzeniom błony śluzowej żołądka i wrzodom żołądka, które powstają przy spożywaniu dużych ilości aspiryny. Przypuszcza się, iż może spowalniać tempo mnożenia się komórek rakowych.
Aktywność antynowotworowa nitroaspiryny jest wyraźnie niższa niż jej analogów zawierających grupę nitrową w pozycji meta, a zwłaszcza para. Wynikać może to z faktu, że prawdopodobnym rzeczywistym związkiem antynowotworowym jest metylidenowy analog chinonu, CH
2=C
6H
4=O, a związek tego typu nie może powstać z izomeru orto.  Równoległe powstawanie aspiryny i tlenku azotu jest w tym aspekcie farmakologicznym nieistotne.